# Таїров Василь Єгорович
Професор Васи́ль Таїря́нц (вірм. Վասիլի Թաիրով, русифіковане — Васи́ль Єго́рович Таї́ров, рос. Василий Егорович Таиров; нар.2 (14) листопада 1859, c. Каракліс, Еріванська губернія, Російська імперія — пом. 23 квітня 1938, Одеса, Українська РСР, СРСР) — виноградар і винороб Російської імперії та СРСР вірменського походження. Дійсний статський радник, доктор сільськогосподарських наук, меценат.
Засновник першого в Російській імперії науково-дослідного центру з виноградарства та виноробства (нині Інститут виноградарства і виноробства імені В. Є. Таїрова), автор більш ніж 500 наукових та науково-популярних робіт, доповідач 24 міжнародних конгресів та з'їздів. Член-кореспондент та дійсний член 18 російських та зарубіжних наукових товариств. З 1901 року — член, а з 1903 року довічно віце-президент Міжнародної організації виноградарів і виноробів. За заслуги в галузі виноградарства і виноробства двічі удостоєний вищої нагороди «Гран-прі», п'яти золотих медалей та п'яти дипломів першого ступеня. Василь Єгорович за своє життя зумів дослідити та описати усі сорти винограду, які знаходилися в межах СРСР, а також розробив методи боротьби з філоксерою та підробкою вин і харчових продуктів.

## Життєпис

### Перші роки
Василь Геворгович Таїрянц народився 2 (14) листопада 1859 року у вірменському селі Каракліс Еріванської губернії (нині місто Ванадзор) (за іншою версією, в селі Памбак, нині в марзі Лорі, на півночі Вірменії) у багатодітній сім'ї службовця. Він був п'ятим із шести дітей у родині (у Василя було п'ять братів та одна сестра). Незважаючи на скрутне фінансове становище, батьки дали своєму сину гарну на той час освіту. З восьми років Таїров почав відвідувати сільську школу, а коли йому виповнилося 10 років, батько відправив сина на виховання до своєї сестри в місто Ерівань (з 1936 року — Єреван). У 1875 році, з відзнакою закінчивши класичну гімназію, Василь Єгорович переїхав до Тифлісу (нині місто Тбілісі), де двоюрідний брат Олександр Микитович Таїрянц (син тітки, у якої на вихованні перебував Василь) зараховує його в 4-класне реальне училище. У 1878 році, після закінчення курсу навчання, майбутній учений поступає в Імператорське Московське технічне училище (нині МДТУ імені М. Е. Баумана). Провчившись у ньому рік і перейшовши в 2-й спеціальний клас з похвальним листом, він залишає училище унаслідок поганого мікроклімату, сформованому у навчальному закладі.
У 1880 році колишній студент Московського училища екстерном здає іспити на атестат зрілості при 1-й Московській військовій гімназії і поступає, пройшовши величезний конкурс, в Петровську землеробську й лісову академію (нині Московська сільськогосподарська академія імені К. А. Тимірязєва). Закінчивши навчання зі науковим ступенем кандидата сільськогосподарських наук у галузі лісового господарства, 1884 року представляє дисертацію на тему «Виробництво деревної оцтової кислоти в заводах Брасовського маєтку», яка була визнана радою академії відмінною і надрукована в «Известиях академии». За наполяганням двоюрідного брата Василь пов'язує себе з вивченням виноградарства і виноробства, після чого 26 грудня 1884 (8 січня 1885) року його зараховують до Департаменту землеробства і сільської промисловості Міністерства державного майна. Оскільки спеціалізованої освіти з виноробства та виноградарства в Російській імперії не надавали, Василя 1 (14) січня 1885 року відряджають за кордон на три роки для навчання виноробній справі. Перебуваючи за кордоном, він відвідав усі найважливіші виноробні місцевості Франції, Австро-Угорщини, Німеччини, Північної Італії та Швейцарії, працював в таких відомих закладах, як екологічний та помологічний інститут у Клостернейбурзі поблизу Відня, сільськогосподарське і виноробне училище в Санкт-Міхелі (Південний Тіроль), училище садівництва, виноградарства та плодівництва у Гайзенгеймі (на Рейні), училище землеробства і виноградарства в Монпельє (Південна Франція) та багатьох інших. Закордонне відрядження було дуже напружене і цікаве у творчому плані, що дозволило Таїрову взяти участь в аналізі стану виноградно-виноробної галузі та професійно оцінити перспективи розвитку виноградарства і виноробства в Росії.

### Початок наукової діяльності

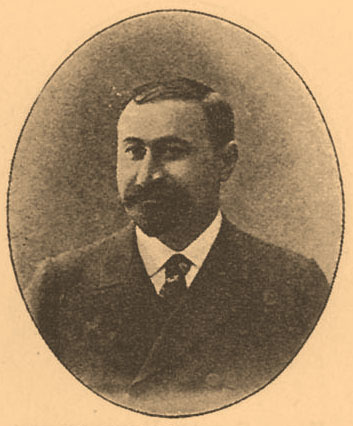
Фото Василя Таїрова з енциклопедії Брокгауза і Єфрона

У вересні 1887 року, після навчання і встановлення зв'язку з видатними вченими Європи, Таїров повертається в Російську імперію, де розпочинає роботу у вченому комітеті Міністерства землеробства. Василь Єгорович бере активну участь у вирішенні питань, що стосуються виноградарства та виноробства. Поширюючи отримані за кордоном знання, Таїров публікує низку статей у журналах, що стосуються питань виноградарства. Протягом 1885 —1891 років роботи і спостереження вченого публікувалися в іноземних та російських спеціалізованих виданнях. Молодий дослідник займався вивченням можливості впровадження культури винограду на пісках, вивчав питання районування виноградарства, вів активну боротьбу проти вирубки виноградників, на яких лютувала філоксера (зокрема у Бессарабській та Кутаїській губерніях), наполягаючи на тому, що виноград треба прищеплювати, а не знищувати. Після кількох років ведення Василем Єгоровичем роз'яснювальної роботи про доцільність введення прищепленої культури винограду в Російській імперії, 1899 року Міністерство землеробства, переконавшись у вірності поглядів Таїрова, взяло почало прищеплювати виноградники в заражених філоксерою областях, при цьому призначивши його на посаду консультанта з питань філоксерної справи. Зараз же цей метод прийнятий на озброєння у всьому світі.
У Єревані з 1887 року на заводі, побудованому Нерсесом Таїряном, почався випуск міцних спиртних напоїв, зокрема коньяків марки «Арарат», що стала згодом візитною карткою Вірменії. Відкриття цього заводу стало можливим багато в чому завдяки рекомендаціям Василя Таїрова, даним своєму двоюрідному братові Нерсесу Таірянцу.
У 1891 році Василь Таїров видає «Бібліографічний покажчик книг, брошур і журнальних статей з виноградарства і виноробства» за період з 1755 по 1890 роки, а з 1892 року він вже починає видавати свій власний журнал «Вісник виноробства», який повинен був сприяти розвитку виноградарства і виноробства. У журналі публікувалися статті провідних зарубіжних і вітчизняних вчених-аграріїв і енологів, з метою популяризації та пропаганди виноградарства і виноробства, поширення інформації про філоксерну справу, грибні хвороби виноградної лози (для дослідження яких з квітня 1899 року засновано при редакції патологічне бюро), недопущення фальсифікації вина і, взагалі, харчових продуктів тощо. Для детального розгляду величезного матеріалу з цих питань, зібраного в Росії і за кордоном, при редакції була утворена комісія з багатьох вчених і обізнаних осіб, які розробили ґрунтовний законопроєкт проти фальсифікацій вина та харчових продуктів. При журналі виходив безкоштовний додаток «Бібліотеки Вісника виноробства». Спочатку журнал видавався в Санкт-Петербурзі, пізніше, після переїзду в Одесу, редакція знаходилася в будинку № 19 по вулиці Канатній, де проживав Василь Єгорович. До цього часу Таїров стає визнаним фахівцем у своїй галузі, за порадою до якого звертаються безліч виноробів і виробників винограду. Живучи в столиці, він щороку по кілька місяців проводить у виноградарських регіонах, з'ясовуючи потреби виробників винограду та виноробів, надаючи їм велику консультативну та організаторську допомогу.

### Одеса
У квітні 1895 року Таїров переїжджає в Одесу. Це місто вчений обрав не випадково, адже тут перетинаються основні транспортні потоки з Бессарабією, Кримом, Кавказом, є вихід до Середземномор'я та Європи, чого не було у Санкт-Петербурзі. Тут він розгортає компанію проти фальсифікації вина та харчових продуктів, для чого організовує спеціальну комісію, до якої входили знані вчені Одеського університету, юристи, торговці та лікарі. Результатом роботи членів комісії стало видання «Матеріали з питання про фальсифікацію харчових продуктів з додатком законопроєкту», що вийшло у світ 1901 року. На його основі 24 квітня 1914 року був прийнятий закон «Про виноградне вино». Таким чином ця подія стала першою в історії Російської імперії випадком, коли законопроєкт був розроблений громадськими силами.

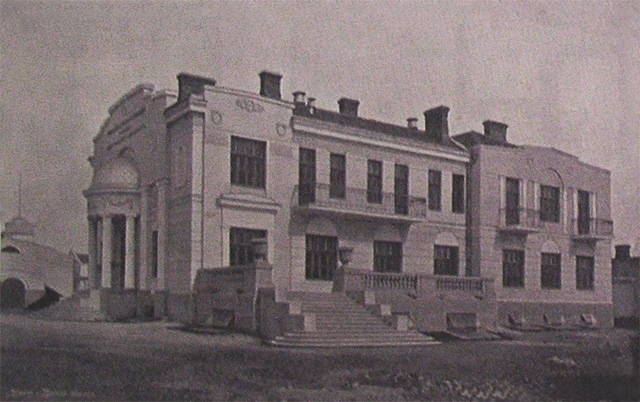
Фото будівлі виноробної станції (нині одна з будівель ННЦ «Інституту виноградарства і виноробства ім. В. Є. Таїрова»), смт. Таїрове, Одеська область

Наприкінці 1880-х років Таїрова все частіше почала з'являтися думка про створення науково-дослідної станції для проведення досліджень. Вперше своїми думками про її створення він поділився на сторінках одного з останніх номерів «Вісника виноробства» за 1899 рік в статті «Допоможіть», де казав про назрілу необхідність заснування виноробної станції, в обов'язки якої входило б вивчення та розв'язання різноманітних питань виноробства як наукового, так і, особливо, практичного характеру.
На всесвітній виставці 1900 року, що проходила в Парижі, вчений був удостоєний золотої медалі. У 1901 році там же була організована постійна Міжнародна комісія виноградарства (згодом Міжнародна організація виноградарів і виноробів), членом якої стає Василь Єгорович, а вже у 1903 році Таїров обирається віце-президентом цієї організації.
У 1902 році, за сприяння Одеської міської управи, Василю Таїрову безкоштовно було виділено під наукову станцію приміщення, що складалося з 2-х кімнат у критому ринку на Новому базарі. З 15 жовтня 1904 року, після проведення ремонтних робіт, приміщення станції були відкриті для огляду всім охочим, а вже 5 лютого 1905 року завдяки старанням вченого відбулося офіційне відкриття першої в Російській імперії виноробної станції. Спочатку штат станції був невеликим, на ній працювало всього лише 2 співробітника, але в міру розуміння її важливості, збільшувалося фінансування, у результаті чого станція розширилася до семи приміщень та збільшився штат працівників. У 1905 році, за важливість виконаної роботи, виноробна станція нагороджується золотою медаллю Міланській міжнародної виставки. Наступний 1908 рік ознаменувався рішенням департаменту землеробства про розширення функцій станції, завдяки чому були започатковані курси, бесіди, читання та спеціалізовані виставки. 26 квітня того ж року Василь Єгорович Таїров «за відмінну, старанну та корисну діяльність» був піднятий до чину дійсного статського радника. У грудні 1909 року, відзначаючи 25-річчя науково-літературної діяльності і 5-річчя станції, Таїрову, Наталією Духновською і підполковником артилерії Олексієм Погорельським було виділено 5 десятин землі в 12 верстах від Одеси на березі Сухого лиману, що дало змогу розпочати дослідну роботу на винограднику. Але для побудови пристойного винограднику потрібні були чималі гроші. До 1912 року, знайшовши необхідну суму, за проєктом С. В. Попова були побудовані основні будівлі і закладені дослідні виноградники, а у 1914 році, після кількаразового відкладення, відбулося офіційне відкриття. У цьому ж році, з ініціативи засновника, при станції відкриваються Вищі курси виноградарства і виноробства, які згодом передбачалося перетворити на інститут.
1914 року були введені заборонні заходи щодо спиртних напоїв та вин, які були, відповідно до закону, причиною алкоголізму. Дії уряду ставили виноградарство під загрозу руйнування. Відреагувавши на це рішення, Таїров у 1915 році, намагаючись врятувати галузь, пише записку уряду Російської імперії під назвою «Виноградне вино і алкоголізм», у якій намагається довести, що вино не можна розглядати як причину виникнення алкоголізму. Науковець навів як приклад декілька окремих поселень європейських держав, де люди споживають вино з року в рік не одну сотню років, але алкоголізму практично немає, як немає і захворювань, що викликаються споживанням алкоголю. Та висловлює твердження, що «алкоголізм — це наслідок вживання міцних спиртних напоїв — горілки та її сурогатів, що містять сивушні масла». Таїров бачив шлях протидії розвитку алкоголізму в «… широкої пропаганди заміни горілки доброякісними виноградними, плодовими та ягідними винами, медом, квасом та іншими напоями. Шлях цей, правда, довгий, але зате вірний». Проте спроби Таїрова протиставити алкоголізму культурою споживання столового вина не увінчалися успіхом і не знайшли підтримки в уряді.
У 1917 році в Росії відбувається революція, внаслідок чого наукова станція залишається без засобів існування. У підсумку закриваються Вищі курси з виноградарства і виноробства, а також перестає видаватися «Вісник виноробства». У таких умовах Таїров зумів зберегти наукові та майнові цінності і навіть примудрився провести кілька дослідних робіт.

#### Радянський Союз
У 1922 році, після закінчення громадянської війни, станцію відвідав народний комісар землеробства, який зазначив, що 
|  | не отримуючи коштів від Народного комісаріату землеробства, працівники станції зуміли створити господарську базу для збереження станції та розвитку наукових робіт. |

Поступово ситуація покращилася, у 1924 році в Москві відбулася всесоюзна нарада з виноградарства. З часом аналогічні наради пройшли в інших республіках і виноградарських регіонах. У всіх цих нарадах активну участь брали співробітники станції на чолі з керівником. Там же, з ініціативи Василя Єгоровича, було прийнято рішення про організацію при виноробній станції державного розплідника з вирощування щеплених саджанців, на що було виділено 119 гектарів землі. У 1922 році, на честь 20-річчя станції та 40-річчя наукової діяльності засновника, науково-дослідній станції присвоюється його ім'я, а на роботу відправляються ряд ще молодих, але в майбутньому відомих вчених-виноградарів, з якими Таїров ділиться своїм багатим досвідом. У цьому ще одна заслуга Василя Єгоровича — він поклав початок створенню вітчизняної наукової школи виноградарства і виноробства.
Але не всі молоді співробітники і стажисти весь час витрачали на оволодіння знаннями. Деякі були зайняті думками про «наведення порядку» на станції: піддають критиці заслуги вченого в розвитку вітчизняного виноградарства, пишуть скарги в партійні органи на те, що він ввів на станції жорстокі та деспотичні порядки, примушує співробітників до різних робіт, як у себе вдома тощо. Унаслідок чого 19 листопада 1926 року, не витримавши тиску, вчений залишає свою науково-дослідну станцію, яку до того часу, на честь 10-річчя революції, перейменували на честь Климента Тимірязєва, який не мав ніякого відношення ні до станції, ні до виноградарства. У цьому ж році Таїров почав редагувати журнал «Вісник виноробства України», який у 1929 році був перейменований на «Вісник виноградарства, виноробства і виноторгівлі СРСР», але вже через два роки припинив своє існування. Незважаючи ні на що, Таїров, відсторонений всіх важливих справ, перебуваючи в бідноті, живучи на мізерну пенсію й випадкові гонорари, борючись за збереження за собою квартири, продаючи особисті речі та книги із власної бібліотеки, продовжував свою діяльність і у 1934 році пише ряд статей з виноградарства і виноробства в Радянську енциклопедію, складає і видає «Довідковий словник з виноградарства та переробки винограду». Безліч робіт і статей, з причини знаходження вченого в опалі, залишаються так і не опублікованими і «лягають у стіл» автора. У 1935 році, напередодні 30-річчя станції та 50-річчя наукової діяльності Таїрова, з усіх куточків Землі посипалися листи з питаннями: «Коли і де буде відзначено ювілей професора?».
У 1935 році посуха і сувора зима в Україні призвели до того, що гібриди прямих виробників, які інтенсивно саджалися, практично повністю загинули, на відміну від прищеплених сортів винограду, про насадження яких свого часу наполягав Таїров — вони хоч і постраждали, але збереглися. Незабаром після цих подій, на початку 1936 року, з Василя Таїрова, якому в той час було вже 76 років, зняли всі обвинувачення. Інститутові ж було повернуто ім'я його засновника, а йому самому — всі звання, призначена персональна пенсія, квартира, з якої його намагалися виселити, була відремонтована державним коштом і була закріплена за ним довічно, так само йому без захисту було присвоєно науковий ступінь доктора сільськогосподарських наук, затверджено вчене звання — професор. Завдяки реабілітації вчений також був відновлений на посаді директора інституту.
Після цих подій професор відвідав інститут свого імені, але на роботу не повернувся — вже не було достатньо сил і здоров'я для звичної інтенсивної роботи, як не було, мабуть, бажання працювати в колективі, який його зрадив, де працювали люди, що вимагали по відношенню до науковця репресивних заходів. Він залишався в редакційній колегії збірника наукових праць інституту, був зарахований до штату як консультант з питань виноградарства та виноробства. У 1937 році було запропоновано присвоїти вченому звання заслуженого працівника науки і техніки, але дирекція і вчена рада інституту не дали позитивної рекомендації, мотивуючи тим, що «в останні роки В. Є. Таїров нічого істотного для науки не зробив».
Василь Таїров був членом-кореспондентом і дійсним членом 18 академій наукових товариств, у тому числі 6 іноземних. Помер учений 23 квітня 1938 року та похований на Другому християнському цвинтарі Одеси поряд зі своєю дружиною Євгенією Миколаївною. За «відмінну, старанну та висококорисну роботу на благо Вітчизни» був удостоєний чину дійсного статського радника. Крім того, був нагороджений: орденом Святої Анни 2 ступеня, орденом Святого Станіслава 1 ступеня, орденом Святого Володимира 3 ступеня, медаллю в пам'ять царювання Імператора Олександра III, медаллю в пам'ять 300-річчя царювання Дому Романових, ще 9 іншими нагородами Російської імперії, та французьким орденом «Сільськогосподарських заслуг».

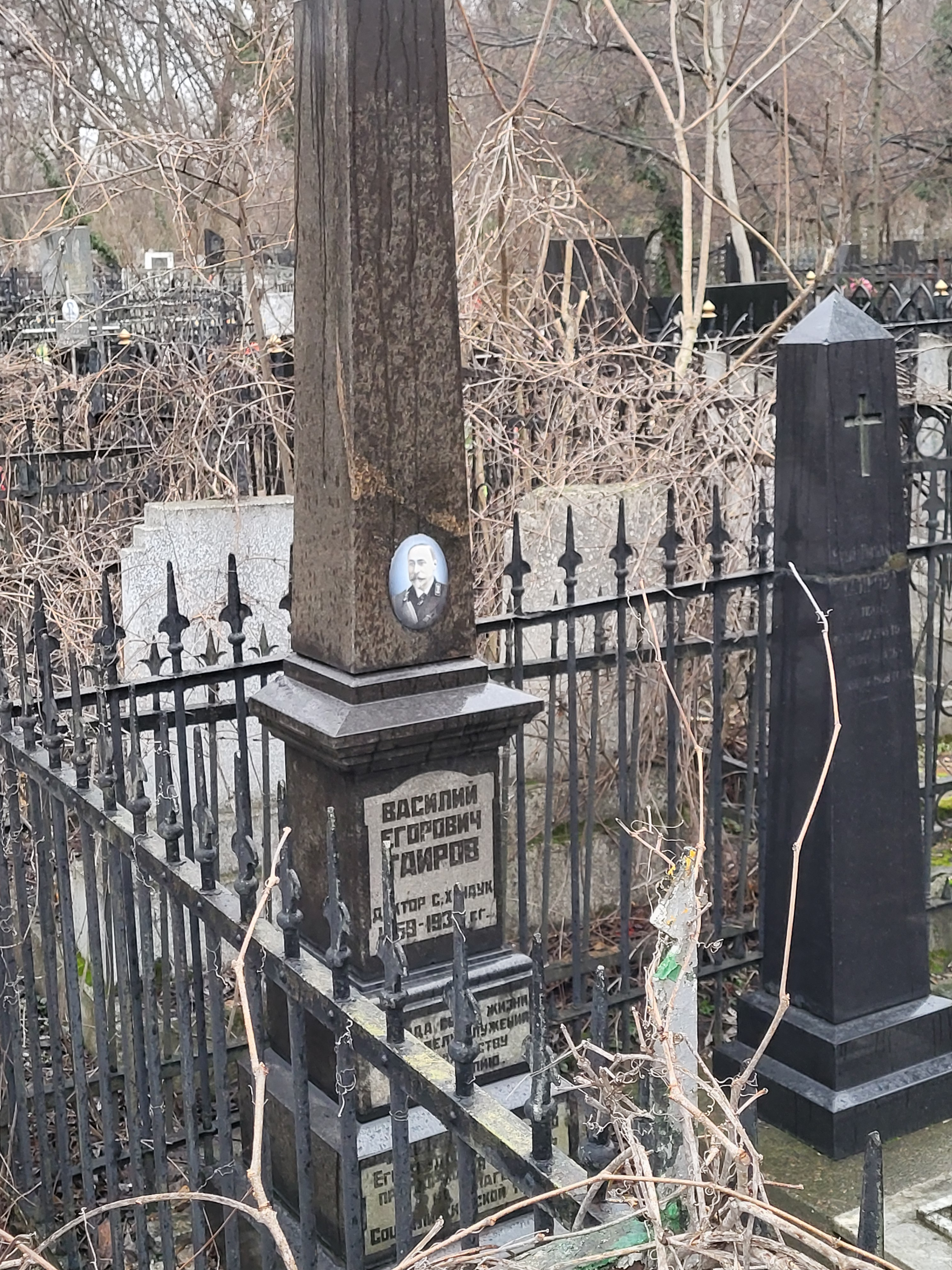
Надгробки В. Таїрова та його дружини

## Наукові праці
Таїров виконав велику роботу з поширення і популяризації наукових знань в області виноградарства і виноробства. Їм було опубліковано більше 500 наукових та науково-популярних робіт. Постійно будучи присутнім на міжнародних симпозіумах, з'їздах, конгресах і конференціях, брав діяльну участь у них, зокрема ним було зроблено 24 доповіді. Окрім того, професором складено розділ «виноградарство і виноробство» у виданні міністерства державного майна «Сільське Господарство та Лісівництво», випущеному з нагоди Колумбової виставки 1893 року у Чикаго; надруковані повідомлення: «Загальний огляд навчальних закладів з виноробства в Австрії» — в «працях III-го відділення з'їзду російських діячів з технічного і професійній освіті в Росії» (1889 рік) та «Справжнє становище виноробства в Росії і заходи до його підняття» — в «працях VIII-го з'їзду російських природознавців і лікарів» (1890 рік) тощо. З окремих видань Таїрова слід відзначити книгу: «Бібліографічний покажчик книг, брошур і журнальних статей з виноградарства і виноробства, надрукованих з 1755 по 1890 р. включно». Учений був членом-кореспондентом вченого комітету міністерства землеробства, Імператорської російської спілки плодівництва, «Societe Regionale de viticulture de Lyon» та інших.
Публікації у виданнях:
- «Весник Русского Сельского Хозяйства» (1889—1893 роки);
- «Земледельческая Газета» (1889—1893 роки);
- «Сельский Хозяин» (1886—1892 роки);
- «Сельский Хозяин и Лесовод» (1888—1889 роки);
- «Труды Кавказского Общества Сельского Хозяйства» (1885—1890 роки);
- «Annales de l'Ecole narionale d'agriculture de Montpellier» (1888 рік);
- «Progres agricole et viticole» (1887 та 1893 роки);
- «Vigne americaine» (1890—1893 роки);
- «Weinlaube», (1887 рік);
- «Wienbau und Weinhandel» (1886—1888 роки);
- «Zeitschrift fur analytschie Chemie» (1887 рік) тощо.[12]

## Громадська діяльність
Живучи і працюючи в Одесі, Василь Таїров палко любив батьківщину. Так, в розпал першої світової війни, взимку 1916 року в Одесі, за ідеєю винороба, було оголошено підписку на журнал «Вірмени і війна», присвячений питанням вірменського життя у місті. Окрім нього у журналі відзначилася велика група відомих російських та вірменських письменників: Максим Горький, Ованес Туманян, Іван Бунін, Маріетта Шагінян, Олександр Ширванзаде, Леонід Андрєєв. У той же час було організовано Вірменський Комітет, головою якого був Василь Єгорович. Діяльність комітету була спрямована на надання допомоги біженцям, сиротам та добровольчим загонам. Вважається, що за сумою пожертв Одеський Вірменський Комітет займав перше місце на всьому півдні Російської імперії. За допомогою науковця була відкрита спеціальна швейна майстерня, в якій працювали місцеві вірменки. Зшиту ними білизну і одяг роздавали біженцям, а також відправляли у Тбілісі та Ечміадзин, де скупчилася основна група біженців. Через два з половиною роки Таїров робить спробу створити Одеське вірменське видавниче товариство зі своїм друкованим органом — тижневиком «Вісник Вірменії». Перші номери вийшли незадовго до окупації міста більшовиками. А в квітні 1919 року в Одесі вийшов складений Таїровим збірник під назвою «Вірменія в поетичних присвятах».

## Колекція вин
Василь Таїров, крім своєї наукової роботи, займався колекціонуванням вин, був захопленим колекціонером і великим ентузіастом виноробства, за життя він зібрав і систематизував величезну колекцію марочних вин з усіх куточків планети. Цьому захопленню він віддавав увесь вільний час та власні кошти. Особливе місце в його колекції займала унікальна добірка вин-підробок під справжні, які в той час вироблялися ексклюзивними тиражами і часто цінувалися колекціонерами навіть вище оригіналу.
Після смерті Василя Єгоровича колекцію вин, яку він збирав протягом усього свого життя, оголосили національним надбанням СРСР. У 1941 році, при підході німецьких та румунських військ до Одеси, колекцію вин вирішено було евакуювати, її завантажили на баржу, яку буксир намагався вивезти. Проте всі зусилля виявилися марними, за 150 кілометрів від Одеси, на рейді поблизу Очакова, баржа потрапила під німецьке бомбардування та пішла на дно. З моменту потоплення і по наші дні колекція досі не знайдена.

## Ушанування пам'яті
2000 року була випущена поштова марка Вірменії, присвячена професору.
Ім'я В. Є. Таїрова носить Інститут виноградарства і виноробства (Національний науковий центр «Інститут виноградарства і виноробства імені В. Є. Таїрова» УААН). До сторіччя інституту було відкрито музей, в експозиції якого знаходяться особисті речі Василя Таїрова, видання його наукових праць, а також лабораторне обладнання вченого. Крім того, іменем професора названі також житловий масив міста, селище міського типу, астероїд № 6356, благодійний фонд та безліч підприємств.
2005 року Національний банк України випустив пам'ятну монету, присвячену 100-річчю від дня заснування Інституту виноградарства і виноробства, на якій, між іншим, було викарбувано портрет засновника інституту.
2009 року проходили заходи, присвячені 150-річчю від дня народження відомого винороба, у зв'язку з чим в Інституті Таїрова відбулася науково-практична міжнародна конференція «Стан та перспективи розвитку науки про виноград і вино в XXI столітті». Серед гостей святкових заходів були посол Вірменії в Україні Армен Хачатрян, голова Одеської обласної державної адміністрації Микола Сердюк, представники Національної академії аграрних наук України, представники Міністерства аграрної політики України, також члени вірменської діаспори Одеси. У рамках конференції організовано виставку одеських митців та музейна експозиція. До ювілею відомого діяча В. Є. Таїрова зусиллями кандидата сільськогосподарських наук В. В. Власова та доктора сільськогосподарських наук В. А. Шерера була видана книга з однойменною назвою. До цього ж свята Укрпошта випустила конверт із зображенням вченого.
Сьогодні вищою нагородою в Україні в області виноградарства є медаль імені популяризатора і організатора науки про виноград, видатного вченого Василя Єгоровича Таїрова «За вагомі заслуги у розвитку українського виноградарства».

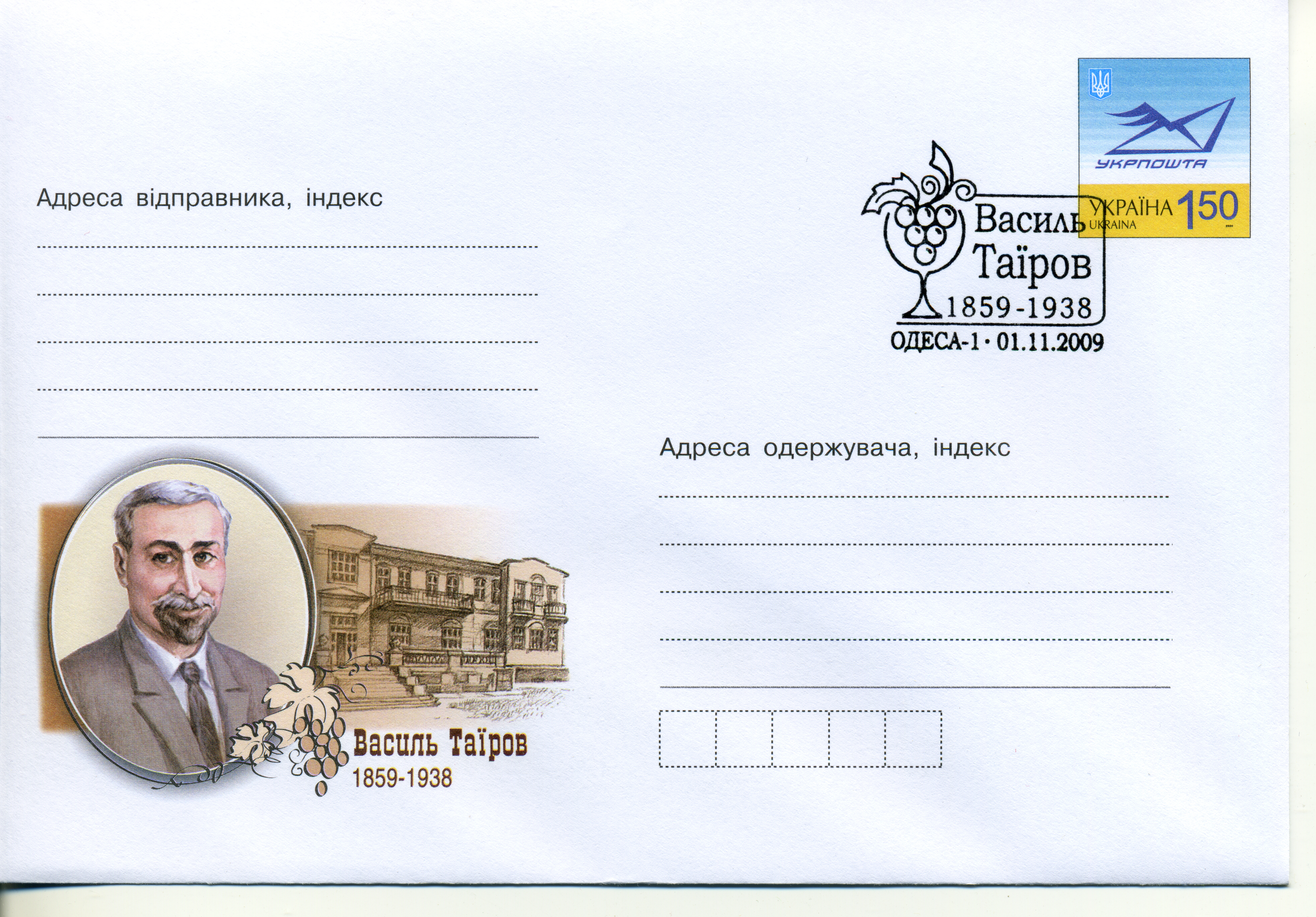
Конверт Укрпошти 2009 року, випущений до 150-ї річниці з дня народження Василя Таїрова
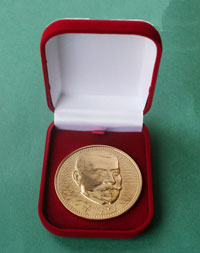
Медаль імені Василя Єгоровича Таїрова «За вагомі заслуги у розвитку українського виноградарства» з портретом науковця
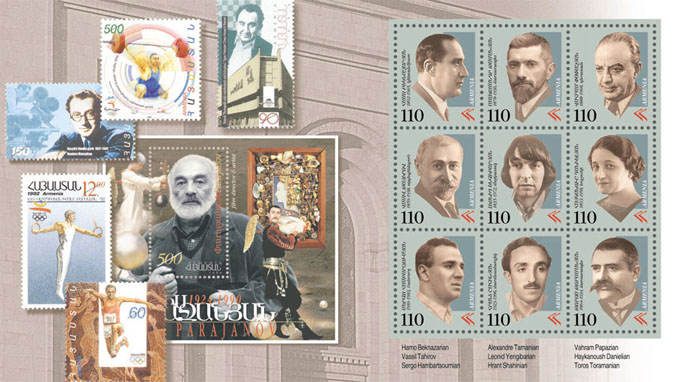
Марки Вірменії (Таїров у центральному ряду ліворуч)
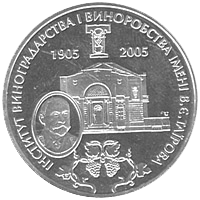
Монета до 100-ї річниці заснування Інституту виноградарства та виноробства ім. В. Є. Таїрова, викарбувана Національним банком України